# Trolderik
Trolderik var en opdigtet figur, skabt af Johnny Reimar i samarbejde med TV 2 i kanalens unge år, for at have en tilsvarende figur til DR's Bamse. Trolderik havde sin egen tv-serie og tre julekalendere i henholdsvis 1990, 1991 og 1992, spillet af Bob Goldenbaum. boede i sin troldehule ude i skoven sammen med sin ven, ormen Lafayette, der bor i et æble på hans skrivebord, og Tip-troldeolde, der hænger som et billede på hans væg, og for det meste er sur og gnaven.
Trolderik viser tegnefilm

Denne serie var Trolderiks første, og blev sendt hver lørdag eftermiddag i slutningen af 1990 og begyndelsen 1991. Trolderik synger sange og ser tegnefilmen om den levende snemand Bouli og hans venner i sin magiske krystalkugle.
Trolderik og Nisserne

Denne julekalender er fra 1990. Hver dag sang Trolderik Kalendersangen, hvor han tæller dagene til juleaften. Derudover følger han historien om Nisselægen David i sin magiske krystalkugle, om de to nisser David og Lisa, deres liv blandt dyrene i skoven og kampen mod deres fjender, troldene.
Trolderiks Kvarter

I efteråret 1991 skiftede Trolderiks ugentlige program navn fra "Trolderik viser tegnefilm" til "Trolderiks Kvarter", og samtidig fik Trolderik et nyt udseende. I sin krystalkugle ser han dukkefilmen "Fablernes Verden", hvor en ugle fortæller historier om dyrene i skoven.
Trolderiks Julekalender

Denne julekalender er fra 1991. Trolderik befandt sig stadig i sin hule i skoven. Udenfor stod fugleskræmslet Baron von Piphat, som Trolderik hver dag besøgte, når han hentede juleposten i sin postkasse. Hver dag viste Trolderik to film i sin krystalkugle. Den første var en dukkefilm om en ugle, der fortalte historier om livet blandt dyrene i skoven. Den anden film var omkring et uheldigt postbud. Hver dag kom han galt af sted, og Bubber måtte hjælpe posten og postmesteren med at bringe juleposten ud gennem december.
Trolderiks Posthule

Denne julekalender er fra 1992. Trolderik flyttede fra troldeskoven og op på Nordpolen sammen med ormen Lafaytte og hans billede af Tip-troldeolde for at finde ud af, om Julemanden eksisterer, og hvordan han i så fald så ud.
Hver dag kom sælen forbi med tegninger fra børnene, der havde tegnet deres bud på, hvordan Julemanden ser ud. Derudover viste Trolderik også en tegnefilm om snemanden Bouli og alle hans venner.

## Produktion
Trolderik blev i 1990 optaget af Johnny Reimars produktionsselskab TV1 Production ApS i et studie ved K-Salat-fabrikken i Havnsø i Nordvestsjælland.